# Kurt Levin
Kurt Levin (9. septembar 1890 – 12. februar 1947) bio je nemačko-američki psiholog, poznat kao jedan od pionira socijalne, organizacione, i primenjene psihologije u Sjedinjenim Državama. Prognan iz zemlje svog rođenja, Levin je stvorio sebi novi život, u kojem je definisao sebe i svoje doprinose polju komunikacija kroz tri analitička sočiva: primenjeno istraživanje, akciona istraživanja, i grupna komunikacija .
Levin se obično smatra „osnivačem socijalne psihologije” i jednim od prvih naučnika koji su studirali psihologiju grupe i organizacioni razvoj. U jednoj anketi časopisa Review of General Psychology, čiji rezultati su objavljeni 2002. godine, Levin je rangiran kao 18. najviše referencirani psiholog u 20. veku.

## Rana karijera
Levin je poticao iz siromašne jevrejske poljoprivredne porodice iz Pruske (današnja Poljska), gde su predrasude o Jevrejima bile velike, što je ostavilo veliki uticaj na Levina. Doktorat iz psihologije završio je 1914. na Univerzitetu u Berlinu, a već se tada počeo interesovati za način na koji lični doživljaj sveta utiče na pojednica. Levin 1933. godine beži u SAD pred nacističkim režimom, gde se počinje interesovati za uticaj grupe na ponašanje pojedinca. Smatra da identifikacija s grupom daje pojedincu pogled na svet, perspektivu i značaj. Proučavao je i fenomen samomržnje kod Jevreja, te grupnu dinamiku, istražujući delovanje demokratskih, autokratskih i neusmeravanih (laissez-faire) načina rukovođenja u dečjim grupama.

## Rad
Levin je skovao pojam genidentiteta, koji je dobio određeni značaj u različitim teorijama prostor-vremena i srodnim oblastima. Na primer, on uveo je koncept hodološkog prostora ili najjednostavnije rute koja se postiže rešavanjem različitih polja sila, opozicija i tenzija prema njihovim ciljevima.
Levin je takođe predložio interakcionističku perspektivu Herberta Blumera iz 1937. godine kao alternativu debati o prirodi nasuprot negovanja. Levin je sugerisao da ni priroda (urođene sklonosti) ni negovanje (kako iskustva u životu oblikuju pojedince) sami po sebi ne mogu da objasne ponašanje i ličnosti pojedinca, već da i priroda i vaspitanje utiču na oblikovanje svake osobe. Ova ideja je predstavljena u obliku Levinove jednačine za ponašanje, B = ƒ(P, E), što znači da je ponašanje (B) funkcija (f) ličnih karakteristika (P), i karakteristika sredine (E).
Iznad svega, Kurt Levin je bio primenjeni istraživač i praktični teoretičar. Većina naučnika tog vremena smatrala je da bi posvećenost primenjenom istraživanju odvratila disciplinu od osnovnog istraživanja naučnih problema – stvarajući tako ovu lažnu binarnost o tome za koga se stvara znanje, bilo da se radi o održavanju discipline ili za primenu. Uprkos ovoj debati unutar društvenih nauka u to vreme, Levin je tvrdio da se „primenjeno istraživanje može sprovoditi sa rigoroznošću i da se mogu testirati teorijske propozicije u primenjenim istraživanjima.“ Činilo se da koren ove posebne binarne veze potiče iz epistemoloških normi prisutnih u okviru raznih naučnih disciplina – gde je razlika bila mnogo izraženija; Kurt Levin je tvrdio da je to suprotno prirodi društvenih nauka. Štaviše, uz pomoć naučnika kao što je Pol Lazarsfeld, postojao je metod pomoću kojeg se novac mogao dobiti za istraživanja na održiv način. Levin je ohrabrio istraživače da razviju teorije koje se mogu koristiti za rešavanje važnih društvenih problema.

### Proces promene
Rani model promene koji je razvio Levin opisao je promenu kao proces u tri faze. Prvu fazu je nazvao „odmrzavanje”. To je podrazumevalo prevazilaženje inercije i demontažu postojećeg „seta uma“. To mora biti deo preživljavanja. Odbrambeni mehanizmi se moraju zaobići. U drugoj fazi dolazi do promene. Ovo je tipično period konfuzije i tranzicije. Svesni smo da se stari načini dovode u pitanje, ali još uvek nemamo jasnu sliku čime ih zamenjujemo. Treću i poslednju fazu nazvao je „zamrzavanje”. Novi način razmišljanja se kristališe i nivo udobnosti se vraća na prethodne nivoe. Ovo se često pogrešno citira kao „ponovno zamrzavanje”. Levinov proces u tri koraka se smatra osnovnim modelom za stvaranje promena u organizacijama. Međutim, sada postoje dokazi da Levin nikada nije razvio takav model i da se on formirao nakon njegove smrti 1947. godine.

#### Trening osetljivosti
Dok je radio na MIT-u 1946. godine, Levin je primio telefonski poziv od direktora Međurasne komisije države Konektikat tražeći pomoć u pronalaženju efikasnog načina za borbu protiv verskih i rasnih predrasuda. Osnovao je radionicu za sprovođenje eksperimenta „promena“, koji je postavio temelje za ono što je sada poznato kao trening osetljivosti. Godine 1947, to je dovelo do osnivanja Nacionalne laboratorije za obuku u Betelu, u državi Mejn. Karl Rodžers je verovao da je trening osetljivosti „možda najznačajniji društveni izum ovog veka.“

### Levinova jednačina
Levinova jednačina, B = ƒ(P, E), je psihološka jednačina ponašanja koju je razvio Kurt Levin. U njoj se navodi da je ponašanje funkcija osobe u njenom okruženju.
Ova jednačina je njegova najpoznatija formula u socijalnoj psihologiji, pri čemu je Levin bio savremeni pionir. Kada je prvi put predstavljena u Levinovoj knjizi Principi topološke psihologije, objavljenoj 1936. godine, bila je u suprotnosti sa najpopularnijim teorijama, jer je davala važnost trenutnoj situaciji osobe u razumevanju njegovog ili njenog ponašanja, umesto da se u potpunosti oslanja na prošlost.

## Teorija „gejtkipinga” i istraživanje grupne dinamike
Vratari su pojedinci koji kontrolišu protok informacija u kanalu, mogu ih zadržati, promeniti, proširiti ili ponoviti. Pojam „vratar” u literaturi se koristi uz pozivanje na dela Kurta Levina. Levin (1951.; 1958) razvija koncept u okviru analize procesa odlučivanja unutar grupa. Levin se odlaskom na MIT 1945. godine, gde je osnovao Istraživački centar za grupnu dinamiku posvetio studijama koje su istraživale komunikacijske mreže među ljudima, odnosno načine na koji su grupe i individue međusobno povezani i kako reagiraju na promenjene okolnosti.

## Akciona izraživanja
Kurt Levin se smatra utemeljiteljem akcionih istraživanja. Smatrao je kako nije dovoljno da akademska zajednica razjasni postojeće društvene probleme i dâ opšte smernice, već je važno da i sami praktičari u konkretnoj socijalnoj situaciji imaju mogućnost da usmeravaju svoje delovanje na temelju rezultata koje su uočili. Time su akcijska istraživanja oblik društvenog inženjeringa ili društvenog menadžmenta koji se bavi uslovima i učincima različitih oblika društvene akcije.

## Glavne publikacije
- Lewin, K. (1935). A dynamic theory of personality. New York: McGraw-Hill.
- Lewin, K. (1936). Principles of topological psychology. New York: McGraw-Hill.
- Lewin, K. (1938). The conceptual representation and measurement of psychological forces. Durham, NC: Duke University Press.
- Lewin, K., and Gertrude W. Lewin (Ed.) (1948). Resolving social conflicts: selected papers on group dynamics (1935–1946). New York: Harper and Brothers.
- Lewin, K., and Dorwin Cartwright (Ed.) (1951). Field theory in social science. New York: Harper.
- Lewin, K. (1997). Resolving social conflicts & Field theory in social science. Washington, D.C: American Psychological Association.
- Lewin, K., and Martin Gold (Ed.). (1999). The complete social scientist: a Kurt Lewin reader. Washington, DC: American Psychological Association.
- Lewin, K., (1980). Kurt Lewin Werkausgabe in German (Kurt Lewin Collected Works) Ed. Karl Friedrich Graumann, Stuttgart, Klett; 4 Issues, contains several works, which were published from the estate or never translated into english
- Lewin, K. (2009). Kurt Lewin Schriften zur angewandten Psychologie. Aufsätze, Vorträge, Rezensionen in German, Ed. Helmut E. Lück, Vienna, Verlag Wolfgang Krammer,  978-3-901811-46-3; contains several unpublished articles

## Literatura
- Batcho, James (2018). Terrence Malick's Unseeing Cinema: Memory, Time and Audibility. Cham: Springer. ISBN 9783319764207.
- Burnes B., "Kurt Lewin and the Planned Approach to Change: A Re-appraisal", Journal of Management Studies (41:6 September 2004), Manchester, 2004.
- Foschi R., Lombardo G.P. , Lewinian contribution to the study of personality as the alternative to the mainstream of personality psychology in the 20th century. In: Trempala, J., Pepitone, A. Raven, B. Lewinian Psychology. (vol. 1, pp. 86–98).
- Kaufmann, Pierre, (1968). Kurt Lewin. Une théorie du champ dans les sciences de l’homme., Paris, Vrin,
- Marrow, Alfred J. (1984). The Practical Theorist: The Life and Work of Kurt Lewin. B D R Learning Products, Incorporated. ISBN 978-0-934698-22-1. Непознати параметар |DUPLICATE_year= игнорисан (помоћ) (Alfred J. Marrow studied as one of Lewin's students)
- Trempala, J., Pepitone, A. Raven, B. Lewinian Psychology.
- White, Ralph K.; Ronald O. Lippitt (1972). Autocracy and Democracy. Greenwood Press. ISBN 978-0-8371-5710-8. Непознати параметар |DUPLICATE_year= игнорисан (помоћ) (White and Lippitt carried out the research described here under Lewin as their thesis-advisor; Marrow's book also briefly describes the same work in chapter 12.)
- Weisbord, Marvin R. (2004). Productive Workplaces Revisited. Wiley. ISBN 978-0-7879-7117-5. (Chapters 4: Lewin: the Practical Theorist, Chapter 5: The pig Organization: Lewin's Legacy to Management.)
- Lewin, K (1947). „Frontiers of Group Dynamics: Concept, method and reality in social science, social equilibria, and social change”. Human Relations. 1: 5—41. doi:10.1177/001872674700100103.
- Wheelan, Susan A. (2005). The Handbook of Group Research and Practice. Thousand Oaks, CA: SAGE. ISBN 0761929584.